# 2A46
Il 2A46, insieme al 2A46M, è il cannone da 125 mm standard dei carri armati da combattimento sovietici e russi dall'inizio degli anni settanta. Viene utilizzato o prodotto su licenza anche dai costruttori di carri ucraini e cinesi.

## Sviluppo
Il 2A46 e il 2A46M furono sviluppati come arma principale per i carri armati T-72 e T-64A, essendo stato giudicato non più soddisfacente il cannone a canna liscia da 115 mm montato su T-62 e T-64 di preserie. Lo sviluppo fu affidato allo studio di progettazione Spetstekhnika a Sverdlovsk, mentre la produzione fu inizialmente intrapresa nella Fabbrica Nº 9 sempre a Sverdlovsk , a cui si aggiunsero successivamente anche la fabbrica d'artiglieria Motovilicha a Perm' e la  Fabbrica  N° 92 a Gorkij.

## Caratteristiche tecniche
È un cannone ad alta pressione ed alta velocità iniziale, assistito da un caricatore automatico, in grado di sparare proietti convenzionali del tipo proietto/carica separata o missili anticarro guidati ATGM.
L'anima è cromata.
Può essere adottata una camicia termica, anche se di fatto non su tutti gli MBT equipaggiati con quest'arma viene montata.

### Problemi noti e sviluppo del 2A46M
Quando venne adottato, il 2A46 era in grado di perforare a 2000 m tutte le corazze frontali dei principali carri armati in servizio all'epoca, compresa quella del Chieftain, probabilmente il carro meglio protetto degli anni settanta.
Tuttavia, col progredire della tecnologia nella protezione passiva dei mezzi, il cannone si è trovato sempre più in difficoltà nel vincere le corazzature dei nuovi modelli di MBT.
Uno dei principali problemi, riguardo a questo cannone è che l'altissima pressione interna, così come le sue mere dimensioni, richiederebbero un processo di produzione con livelli qualitativi molto elevati, che l'industria sovietica ha sempre fatto fatica a mantenere.
Si sono avuti così problemi di flessione della canna, di perdita di pressione nei gas di sparo dovuti a materiali non di prima qualità o tolleranze troppo elevate, deformazione dei pezzi, ecc.
Questi inconvenienti hanno causato la produzione di cannoni con dispersione dei colpi alle lunghe distanze elevata (scarsa precisione), o impossibilitati a sparare proietti APDS con velocità alla bocca sufficienti per perforare le corazze più spesse.
I problemi, noti, furono affrontati con la costruzione del 2A46M. Questa versione è caratterizzata da una lavorazione di precisione, un rivestimento cromato interno molto più resistente, e la possibilità di sostituire la canna sul campo.
Il 2A46M è stato destinato appena disponibile agli MBT di prima linea: T-64 e la serie T-80. È stato adottato sui T-72 solo in un periodo successivo; è montato, nella versione 2A46M-2, sui T-90.

## Sistema di alimentazione
Il cannone viene alimentato da un caricatore automatico, che contiene 28 colpi di pronto impiego. T-80 e T-64 utilizzano il caricatore 6ETs-11 (più tardi rimpiazzato da 6ETs-15) a funzionamento idraulico, mentre il T-72 e il T-90 usano un modello a funzionamento meccanico.

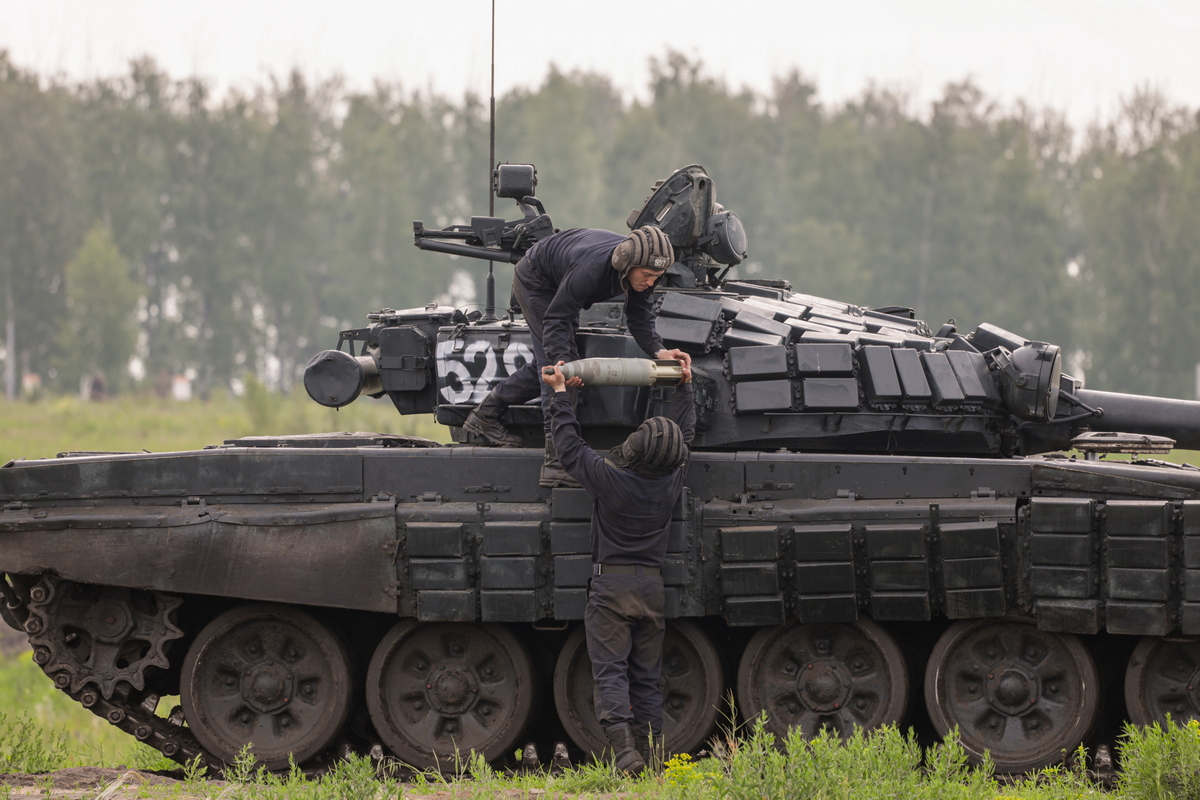
Carristi russi caricano proiettili perforanti da 125 mm per il cannone 2A46 del loro carro armato T-72.

Il caricatore automatico consiste schematicamente in un cestello rotante, su cui sono situati i proietti in posizione verticale. Una volta selezionato il tipo di colpo da usare, questo viene portato in posizione. Un braccio meccanico lo preleva e lo colloca sulla culatta. A questo punto il proietto viene introdotto nella canna insieme alla carica di lancio. La culatta si chiude e il cannone è pronto a sparare.
L'intero processo richiede da un minimo di 3 a un massimo di 18 secondi, dipende da dove si trova il colpo selezionato. La cadenza di tiro media è comunque di 8 colpi al minuto. L'intero sistema, contrariamente a quanto riportato inizialmente da alcuni analisti occidentali, si è dimostrato piuttosto affidabile. Ha, ovviamente, svantaggi e vantaggi. Il principale svantaggio è che un caricatore umano ben addestrato può riuscire a caricare tre colpi nei primi 15 secondi di fuoco di uno scontro. Però non può riuscire a mantenere una cadenza di fuoco costantemente alto, soprattutto su terreno vario, cosa invece possibile a un caricatore automatico.
Inoltre con sistema di caricamento automatico, il munizionamento è posto lungo l'intera circonferenza della base della torretta nei modelli sovietici, rendendolo relativamente più esposto e pericoloso per l'equipaggio rispetto ad una porta antiesplosione dei modelli occidentali a caricamento manuale.

## Il futuro
Il cannone rimane in servizio presso l'esercito russo. È in discussione se possa ancora perforare la corazza frontale degli MBT di ultima generazione. Di certo rimane, da qualunque altra angolazione, un avversario temibile. Diversi analisti hanno fatto notare che le prestazioni del cannone sono difficili da giudicare sulla base di quanto è stato visto negli scontri degli ultimi decenni, come la guerra del Golfo.
Gli armamenti esportati dai russi nei paesi "amici" e "alleati" sono spesso sub-standard e difficilmente equiparabili a quanto in servizio nelle forze ex-sovietiche. In ogni caso, per rendere gli MBT russi competitivi nel XXI secolo sono allo studio due possibili soluzioni: caricatori automatici a forcella, che permettano di usare proiettili APFSDS più lunghi (la lunghezza degli APFSDS russi è limitata dallo spazio disponibile nel caricatore automatico) e quindi più efficaci; oppure l'adozione di cannoni di calibro superiore (probabilmente 130 o 152 mm).